# Yutaro Takahashi
Yutaro Takahashi (高橋 祐太郎 Takahashi Yutaro?), född 3 oktober 1987 i Fukuoka prefektur, är en japansk fotbollsspelare.
Takahashi började sin karriär 2010 i Vissel Kobe. Efter Vissel Kobe spelade han för Cerezo Osaka, Roasso Kumamoto och V-Varen Nagasaki. Han avslutade karriären 2015.